# Irokesiska språk
Irokesiska språk är en nordamerikansk språkfamilj till vilken bland annat cherokesiska och mohawk hör.
Ungefär hälften av familjens drygt tiotalet medlemmar har dött ut efter européernas ankomst till Nordamerika.

## Indelning
Språkfamiljen består av 11 språk:
I. Nordirokesiska
A. Tuscarora-Nottoway
1. Tuscarora
2. Nottoway
B. Sjöirokesiska
3. Huron-Wyandot
4. Laurentian
i. Egentlig irokesiska (även känd som Five Nations-irokesiska)
5. Onondaga
6. Susquehannock 
a. Seneca-Cayuga
7. Seneca
8. Cayuga
b. Mohawk-Oneida
9. Mohawk
10. Oneida
II. Sydirokesiska
11. Cherokesiska